# Thatcher (Oregon)
Thatcher az Amerikai Egyesült Államok Oregon államának Washington megyéjében, a Hillside és Thatcher utcák csomópontjában elhelyezkedő kísértetváros.
Névadói Harmon és Jemima Thatcher. Az 1895-ben alapított posta 1902-ben, az ingyenes kézbesítés bevezetésével szűnt meg. Ralph Friedman 1990-es leírása szerint a helységből szinte semmi nem maradt fenn. A posta egykori épületében 1941-től 1996-os halálukig Carl és Wilma Mayer éltek.
A település a Forest Grove-i tűzoltóság lefedettségébe tartozik.

## Fordítás
- Ez a szócikk részben vagy egészben  a   Thatcher, Oregon című angol Wikipédia-szócikk ezen változatának fordításán alapul.  Az eredeti cikk szerkesztőit annak laptörténete sorolja fel. Ez a jelzés csupán a megfogalmazás eredetét és a szerzői jogokat jelzi, nem szolgál a cikkben szereplő információk forrásmegjelöléseként.